# Bad Boll
Pour les articles homonymes, voir Boll.
Bad Boll est une commune située en Allemagne dans le Land du Bade-Wurtemberg.

## Géographie
Bad Boll est située entre Stuttgart et Ulm, au pied du Jura souabe.

## Histoire
Les plus anciennes traces de peuplement y remontent à l'âge de fer. Bad Boll fut mentionnée pour la première fois dans un document officiel en 1155 dans un écrit de l'empereur Frédéric Barberousse.

## Centre thermal
En 1595, on découvrit une source sulfureuse à une grande profondeur. La source fut aménagée (construction du Kurhaus par Heinrich Schickhardt en 1596) et devint un centre thermal.

## Démographie
| 1880  | 1900  | 1939  | 1950  | 1970  | 1980  | 1990  | 2000  | 2005  |
| ----- | ----- | ----- | ----- | ----- | ----- | ----- | ----- | ----- |
| 1 667 | 1 547 | 1 529 | 2 426 | 3 692 | 4 066 | 4 803 | 5 149 | 5 270 |

## Économie
- Wala (entreprise)